# Oda Nobuyuki
Oda Nobuyuki (織田 信行?; 1536 – 22 novembre 1557) conosciuto anche come Oda Nobukatsu (織田 信勝?), fu un samurai giapponese del periodo Sengoku appartenente al clan Oda della provincia di Owari, secondo figlio di Oda Nobuhide e fratello minore di Oda Nobunaga.
Alla morte del padre durante il funerale mentre il fratello ed erede del clan Nobunaga dette in escandescenza, Nobuyuki tenne un comportamento consono per l'occasione e venne per questo in seguito preferito da alcuni servitori come capo del clan.
Nel 1557 Nobuyuki e i suoi alleati, in particolare Shibata Katsuie e Hayashi Hidesada, sfidarono Nobunaga per il controllo del clan Oda, ma furono sconfitti nella battaglia di Inō; i tre furono perdonati per intercessione della madre di Nobunaga e Nobuyuki. Tuttavia, Nobunaga continuò a sospettare di Nobuyuki, e fingendosi malato lo invitò al castello di Kiyosu dove lo assassinò nel 1557.